# Collegio di Fareham and Waterlooville
Fareham and Waterlooville è un collegio elettorale situato nell'Hampshire, nel Sud Est dell'Inghilterra, e rappresentato alla Camera dei Comuni del Parlamento del Regno Unito. Elegge un membro del Parlamento con il sistema first-past-the-post, ossia maggioritario a turno unico; l'attuale parlamentare è Suella Braverman del Partito Conservatore, che rappresenta il collegio dal 2024.

## Estensione
Il collegio è costituito dai seguenti ward dell'Hampshire:
- nel borgo di Fareham: Fareham East, Fareham North, Fareham North-West, Fareham South, Fareham West, Portchester East e Portchester West;
- nel borgo di Havant: Cowplain, Hart Plain e Waterloo;
- nella città di Winchester: Denmead e Southwick and Wickham.[1]

Il collegio comprende le seguenti aree:
- le città di Fareham e Portchester, provenienti dal precedente collegio di Fareham, ora abolito
- la città di Waterlooville, insieme ai villaggi di Denmead, Southwick e Wickham, provenienti dal precedente collegio di Meon Valley, ora abolito.

## Membri del parlamento
| Elezione | Elezione | Deputato         | Partito      |
| -------- | -------- | ---------------- | ------------ |
|          | 2024     | Suella Braverman | Conservatore |

## Risultati elettorali

### Elezioni negli anni 2020
| Partito                    | Partito                                         | Candidato                  | Risultati 4 luglio 2024 | Risultati 4 luglio 2024 |
| Partito                    | Partito                                         | Candidato                  | Voti                    | %                       |
| -------------------------- | ----------------------------------------------- | -------------------------- | ----------------------- | ----------------------- |
|                            | Conservatore                                    | Suella Braverman           | 17 561                  | 35,04                   |
|                            | Laburista                                       | Gemma Furnivall            | 11 482                  | 22,91                   |
|                            | Lib Dem                                         | Bella Hewitt               | 9 533                   | 19,02                   |
|                            | Reform UK                                       | Kevan Chippindall-Higgin   | 9 084                   | 18,12                   |
|                            | Verde                                           | Baz Marie                  | 2 036                   | 4,06                    |
|                            | Hampshire Independents                          | Robert Holliday            | 217                     | 0,43                    |
|                            | Rejoin EU                                       | Edward Dean                | 210                     | 0,42                    |
|                            |                                                 |                            |                         |                         |
| Iscritti                   | Iscritti                                        | Iscritti                   | 77 691                  | 100,00                  |
| ↳ Votanti (% su iscritti)  | ↳ Votanti (% su iscritti)                       | ↳ Votanti (% su iscritti)  | 50 123                  | 64,52                   |
| ↳ Astenuti (% su iscritti) | ↳ Astenuti (% su iscritti)                      | ↳ Astenuti (% su iscritti) | 27 568                  | 35,48                   |
|                            |                                                 |                            |                         |                         |
|                            | Esito: collegio a Conservatore (nuovo collegio) |                            |                         |                         |